# Mahmūd Schaltūt

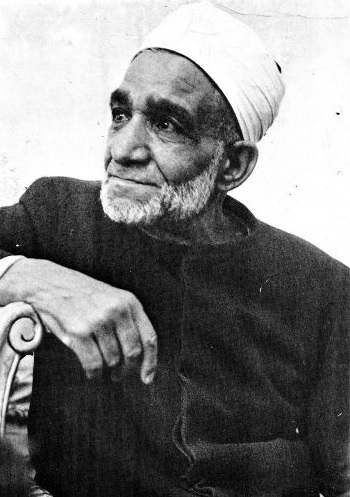
Mahmūd Schaltūt im Jahre 1957

Mahmūd Schaltūt (arabisch محمود شلتوت, DMG Maḥmūd Šaltūt; geb. 23. April 1893 in Minyat Banī Mansūr im Gouvernement al-Buhaira; gest. 14. Dezember 1963 in Kairo) war ein ägyptischer islamischer Religionsgelehrter und Koranexeget, der vor allem für seine Bemühungen um eine Reform der Azhar und eine Annäherung zwischen Sunniten und Schiiten bekannt geworden ist. Von Oktober 1958 bis zu seinem Tod bekleidete er das Amt des Scheich der Azhar.

## Frühe Jahre
Schaltūt trat 1906 in das Religiöse Institut von Alexandria ein, das zur Azhar gehörte, und erhielt dort im Jahre 1918 sein ʿālimīya-Diplom. 1919 wurde er an demselben Institut zum Lehrer ernannt. 1927 wurde er nach Kairo versetzt, um dort in der höheren Abteilung zu unterrichten. Als 1928 Muhammad Mustafā al-Marāghī zum neuen Rektor der Azhar ernannt wurde, unterstützte er mit großer Leidenschaft dessen Reformprogramm. Nach al-Marāghīs Rücktritt und der Ernennung von Muhammad al-Ahmadī az-Zawāhirī zum neuen Rektor im Oktober 1929 gehörte Schaltūt zu denen, die sich dem neuen Scheich der Azhar und seiner Vorgehensweise, die er für reaktionär hielt, widersetzten. Dies führte zu seiner Entlassung im September 1931. Bis 1935 arbeitete er als Anwalt an Scharia-Gerichten. Nach al-Marāghīs zweiter Ernennung zum Rektor (1935) kehrte er an die Azhar zurück und wurde Vizedekan (wakīl) der Scharia-Fakultät und 1939 Inspektor in den religiösen Instituten (mufattiš bi-l-maʿāhid al-dīnīya). Im April 1941 wurde er ständiger Mitarbeiter der kulturellen Wochenzeitung ar-Risāla.

## Als Reformer in der „Gemeinschaft der großen Gelehrten“
Anfang August 1941 wurde Schaltūt in das höchste Azhargremium, die „Gemeinschaft der großen Gelehrten“ (ǧamāʿat kibār al-ʿulamāʾ) aufgenommen. Schon im November 1941 legte er einen Vorschlag zur Reorganisation dieses Gremiums vor, in dem er auf die Ideen der Azharreformkommission Bezug nahm, die 1910 dieses Gremium erdacht hatte. Nach seiner Vorstellung sollte die „Gemeinschaft der großen Gelehrten“ ein ständiges Sekretariat erhalten, das sich vordringlich mit acht Aufgaben zu beschäftigen hatte: (1) Verteidigung des Islams gegen Angriffe; (2) Untersuchung der Fragen, bei denen sich die heutigen islamischen Gelehrten uneinig sind; (3) Erarbeitung einer Liste der in den gebräuchlichen Korankommentaren vorkommenden Isrā'īlīyāt, die dem Verstand zuwiderlaufen; (4) Erteilung von Rechtsgutachten; (5) Erforschung der in der Gegenwart neu entstandenen menschlichen Beziehungen im Hinblick auf ihre Beurteilung durch die Scharia; (6) Neuordnung der der Predigt betreffenden Fragen; (7) Kritische Durchsicht der Lehrbücher in den verschiedenen Wissenschaften; (8) Überwachung und Lenkung der Azhar-Zeitschrift (Maǧallat al-Azhar), damit sie der islamischen Geistesbewegung dient.
1943 beschäftigte sich Schaltūt in einem Vortrag mit dem Titel „Die wissenschaftliche Steuerungspolitik an der Azhar“ erneut mit dem Auftrag der Azhar. Möglicherweise war der Anlass dafür, dass er im Juli 1943 als Mitglied in eine „Kommission zum Studium des Zustands der Fakultäten und Institute der Azhar“ berufen wurde. Ein Jahr später hielt er einen Vortrag über Muhammad Abduh, in dem er sich ausdrücklich zu der von diesem begründeten islamischen Reformrichtung bekannte.

## Wirken als Scheich der Azhar
Am 9. November 1957 wurde Schaltūt durch einen präsidentiellen Erlass zum stellvertretenden Rektor der Azhar (wakīl al-Azhar) ernannt, ein Jahr später, am 21. Oktober 1958 erfolgte die Ernennung zum Scheich der Azhar. Kurz nach seinem Amtsantritt verkündete Schaltūt seine Entschlossenheit, sich für eine weitreichende Reform der al-Azhar einzusetzen. Bei seinen Bemühungen um die Reform der Azhar wurde er von Muhammad al-Bahī, dem Direktor der Azhar-Universität, und Scheich Ahmad Hasan az-Zaiyāt, dem Redaktionschef des Azhar-Magazins, unterstützt.
Das etwas weniger als drei Jahre nach seinem Amtsantritt, am 5. Juli 1961, vom ägyptischen Parlament verabschiedete Gesetz Nr. 103/1961 zur Reform der Azhar, das bis heute die Angelegenheiten dieser Institution regelt, lobte er. Eine der wichtigsten Inhalte dieses Gesetzes war die Schaffung der Akademie für islamische Untersuchungen, die die „Gemeinschaft der großen Gelehrten“ ersetzen sollte. Die Konzeption dieses neuen Gremiums knüpfte in vielerlei Hinsicht an seine Reformvorschläge von 1941 an. Allerdings war er mit der Umsetzung dieses Gesetzes zunehmend unzufrieden, weil sich die Regierung seiner Auffassung nach zu viel in die Azhar-Angelegenheiten einmischte. In den letzten zwei Jahren seines Lebens war er aufgrund seines schlechten Gesundheitszustandes immer mehr gezwungen, sich aus dem öffentlichen Leben zurückzuziehen.

## Seine Bemühungen um eine Annäherung zwischen Sunniten und Schiiten
Schon im Jahre 1948 beteiligte sich Schaltūt an der Gründung des Dār at-taqrīb baina l-madhāhib („Haus zur Annäherung zwischen den Rechtsschulen“), einer Institution, die vor allem verbesserte Beziehungen zwischen Sunniten und Schiiten anstrebte und eine panislamische Ausrichtung hatte. Auch in seinem Amt als Scheich der Azhar förderte er die Annäherung zwischen Sunniten und Schiiten. In einem Interview im Juli 1959 bejahte und billigte er ausdrücklich die Möglichkeit einer innerislamischen Konversion von der Sunna zur Schia und umgekehrt. Während des Interviews, das später öfter nachgedruckt wurde, sagte er: „Im Sinne des religiösen Gesetzes des Islams ist es erlaubt, den Gottesdienst gemäß dem Ritus der Dschaʿfarīya, die als imamitische Schia bekannt ist, zu verrichten, ebenso wie gemäß allen Schulen der Sunniten.“ Wenig später empfing er den iranischen Botschafter in Kairo zu einer Unterredung, in deren Mittelpunkt das Streben der Azhar nach Einheit der Muslime stand. Auf Drängen der „Gesellschaft für die Annäherung (zw. den islamischen Konfessionen)“ (ǧamāʿat at-taqrīb) gab Schaltūt im Herbst 1959 diesen sowie andere Sätze des im Juli geführten Interviews, das für großes Aufsehen gesorgt hatten, in Form einer Fatwa heraus.
Schaltūts Position stieß bei sunnitischen Gegnern einer Annäherung an die Schia auf viel Kritik. Bereits im Juli 1959 wandte sich ʿAbd ar-Rahmān al-Wakīl, der Leiter „Gesellschaft der Helfer muhammadanischen Sunna“ (Ǧamāʿat anṣār as-sunna al-muḥammadīya) mit einem offenen Brief an ihn, in dem er unter Verweis auf umstrittene Themen wie Gräberkult, Verfälschung des Korantextes sowie Sündlosigkeit der Imame gegen Schaltūts versöhnlichen Ton protestierte. Im September 1960 wurde Schaltūt in der in Riad erscheinenden wahhabitischen Zeitschrift von dem Publizisten Ibrāhīm al-Dschabhān wütend attackiert. Unter dem Eindruck dieser Kritik sowie der veränderten politischen Rahmenbedingungen – im Sommer 1960 kam es zu einer Krise zwischen Persien und Ägypten – verfolgte Schaltūt das Projekt einer sunnitisch-schiitischen Annäherung nicht weiter.

## Werke
Unter Schaltūts Werken sind die folgenden besonders bedeutsam:
- al-Qitāl fī l-islām („Der Kampf im Islam“; 1948). Es wurde von Rudolph Peters ins Englische übersetzt.[18]
- al-Islām, ʿaqīda wa-šarīʿa („Der Islam als Lehre und Gesetz“; 1959)
- Tafsīr al-Qurʾān al-karīm: al-aǧzāʾ al-ʿašara al-ūlā („Exegese des werten Korans: die ersten zehn Abschnitte“; 1959)
- al-Fatāwā, dirāsa li-muškilāt al-muslim al-muʿāṣir fī ḥayātihi al-yaumīya al-ʿāmma („Die Fatwas; Studie der Probleme des zeitgenössischen Muslims in seinem allgemeinen täglichen Leben“; posthum 1964)

In den beiden letztgenannten Veröffentlichungen erörterte Schaltūt ausführlich Probleme des Familienrechts, wobei er nachdrücklich das Prinzip der Polygamie verteidigte, der Geburtenkontrolle und des Privateigentums. Daneben hat er noch zahlreiche Artikel in der Azhar-Zeitschrift veröffentlicht.

## Belege
1. ↑  Lemke: Maḥmūd Šaltūt (1893–1963) und die Reform der Azhar. 1980, S. 45 f.
2. 1 2 3  Ende: S̲h̲altūt, Maḥmūd. 1996, S. 260b.
3. ↑  Lemke: Maḥmūd Šaltūt (1893–1963) und die Reform der Azhar. 1980, S. 126.
4. ↑  Lemke: Maḥmūd Šaltūt (1893–1963) und die Reform der Azhar. 1980, S. 127.
5. ↑  Lemke: Maḥmūd Šaltūt (1893–1963) und die Reform der Azhar. 1980, S. 134–140.
6. ↑  Lemke: Maḥmūd Šaltūt (1893–1963) und die Reform der Azhar. 1980, S.  143.
7. ↑  Lemke: Maḥmūd Šaltūt (1893–1963) und die Reform der Azhar. 1980, S. 148.
8. ↑  Brunner: Annäherung und Distanz. 1996, S. 215 f.
9. ↑  Malika Zeghal: Gardiens de l'Islam. Les oulémas d'al Azhar dans l'Égypte contemporaine. Paris 1996. S. 95.
10. ↑  Lemke: Maḥmūd Šaltūt (1893–1963) und die Reform der Azhar. 1980, S. 147.
11. ↑  Lemke: Maḥmūd Šaltūt (1893–1963) und die Reform der Azhar. 1980, S. 139.
12. ↑  Zit. Brunner: Annäherung und Distanz. 1996, S. 219.
13. ↑  Brunner: Annäherung und Distanz. 1996,  237.
14. ↑  Brunner: Annäherung und Distanz. 1996, S. 222.
15. ↑  Brunner: Annäherung und Distanz. 1996, S. 244.
16. ↑  Siehe dazu Brunner: Annäherung und Distanz. 1996, S. 245–250.
17. 1 2  Ende: S̲h̲altūt, Maḥmūd. 1996, S. 261a.
18. ↑  Rudolph Peters: Jihad in mediaeval and modern Islam. Brill, Leiden 1977. S. 26–79.

| Personendaten    | Personendaten                                                |
| ---------------- | ------------------------------------------------------------ |
| NAME             | Schaltūt, Mahmūd                                             |
| ALTERNATIVNAMEN  | Shaltut, Mahmoud                                             |
| KURZBESCHREIBUNG | islamischer Rechtsgelehrter, Dozent an der Azhar-Universität |
| GEBURTSDATUM     | 23. April 1893                                               |
| GEBURTSORT       | Minyat Bani Mansur, Unterägypten                             |
| STERBEDATUM      | 14. Dezember 1963                                            |
| STERBEORT        | Kairo                                                        |